# 珠海金湾机场
珠海金湾机场，位於中国广东省珠海市金湾区三灶镇西南端，原名珠海三灶机场，简称珠海机场，是珠江三角洲地區5個主要機場之一，於1995年6月啟用。 
珠海機場是國際一級民用機場，ICAO標準4E級，有一條跑道，長4000米、寬60米。從2006年10月起，由香港機場管理局與珠海市國資委合資的珠港機場管理有限公司營運。珠海機場2016年客運量613萬人次，2017年客运量突破900万人次。2018年客運量為1122.1萬人次。
珠海機場是中國國際機場展覽會及中國國際航空航天博覽會的展出場地。

## 更名
根据《民用机场使用许可规定》的相关内容，机场所在地级市（或地区、州）名称或具体地点行政区划名称经国务院或各级地名主管部门批准更名的，该机场应当更名。珠海机场于1992年底动工，当时，珠海机场所处地点在三灶管理区的管辖之下，并且机场是在原三灶机场的基础上改扩建而来的，因此机场当时命名为“珠海三灶机场”，而三灶管理区已于2009年撤销，并入珠海市金湾区，因此，机场名称也应当更名为“珠海金湾机场”。
2008年，珠海市政协委员陈利浩在珠海市政协七届二次会议上提案，建议将珠海三灶机场更名为“珠海金湾机场”。后经珠海市人民政府审核同意后，报交通運輸部中國民用航空局进行审批。
2013年1月10日，珠港机场管理有限公司对外通报：经中国民用航空局批准，即日开始，原珠海三灶机场正式更名为“珠海金湾机场”。

## 建设
金湾机场其前身三灶机场是珠海市昔日使用的机场，於二戰戰時由日軍興建，主要用途是讓日軍軍機起降轰炸中国华南地区，是日军的重要军事基地。1945年日军投降后，该机场由國軍接收。后在20世纪90年代开通民用航线。1994年该机场弃用并拆除，建设了新的三灶机场，后改名为金湾机场。
珠海金湾机场按照4E级标准规划设计和建设，於1992年動工，同年12月28日進行爆破工程，以12,000噸炸藥將新機場地盤內的炮台山夷平，為擴展機場之用地。1995年5月31日中午由時任國務院總理李鹏主持通航典禮，同年6月18日通航，首期建成长4000米跑道和滑行道各一条。停机坪面积27.7万平方米，近机位17个，远机位6个。候机楼面积9.16万平方米。能够年保障飞机起降10万架次，旅客吞吐量1200万人次，其中东、西指廊各能保障600万人次，货邮吞吐量60万吨，高峰小时起降23架次、旅客吞吐量6000人次。
初期航站楼因客流量较少，只启用了西指廊，而东指廊一直处于闲置关闭状态。2017年，机场开始对东指廊进行翻新工作，部分区域已于2017年10月1日投入试运行。目前，还有部分改造工程在逐步推进中，东指廊已于2018年2月9日正式启用，届时，珠海机场保障能力达年旅客吞吐量1200万人次。
2019年11月，珠海机场改扩建项目工程动工，主要工程为新建T2航站楼（约19.1万平方米），第二平行滑行道、配套机坪、消防主站迁建、灯光站、试车位、隔离机位等配套工程，计划2023年6月份完工投入使用。

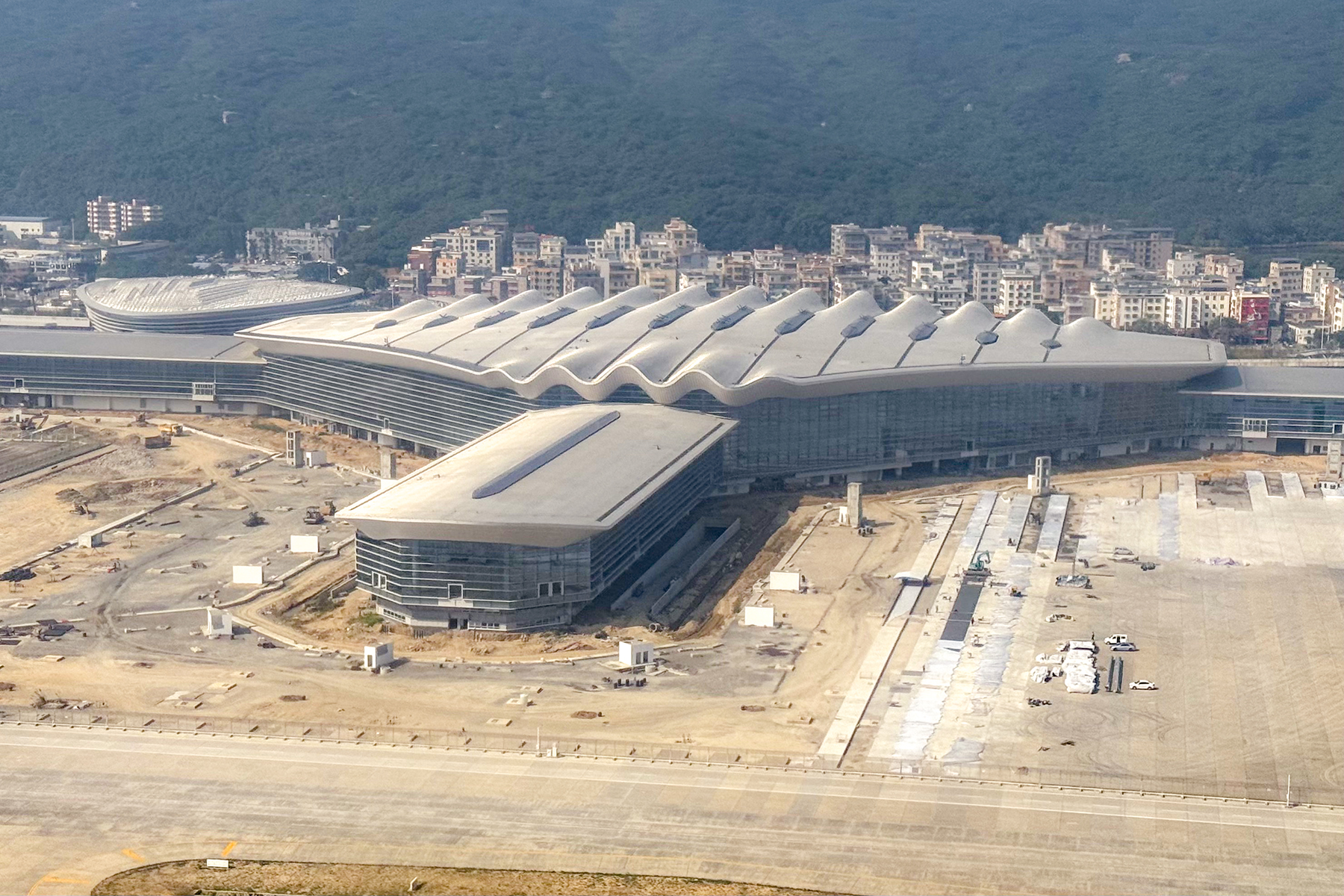
建设中的T2航站楼（2024年12月）

2022年4月28日，珠海机场T2航站楼实现钢网架结构全面封顶。
2024年11月26日，香港機管局43億人民幣購入珠海機場35%股權，經營管理權延續至2046年。

## 航點
| 航空公司           | 目的地 |
| ------------------ | --- |
| 中国南方航空（CZ） | 北京/大兴、成都/天府、贵阳、海口、杭州、合肥、昆明、南京、三亚、上海/浦东、武汉、西安、义乌、长沙、郑州、衡阳、泸州、太原 |
| 山东航空（SC）     | 北京/首都、重庆、合肥、南昌、南宁、厦门、上海/浦东、天津、温州                                                            |
| 中国东方航空（MU） | 成都/天府、贵阳、南京、三亚、上海/浦东、西安、长沙、鄂尔多斯（经停南京）                                                  |
| 中国国际航空（CA） | 北京/首都、成都/天府、重庆、达州、天津、武汉、运城                                                                        |
| 深圳航空（ZH）     | 常州、杭州、合肥、南京、泉州、无锡、茅台、天津（经停南通）                                                                |
| 海南航空（HU）     | 海口、杭州、武汉、西安、长沙 、重庆                                                                                       |
| 春秋航空（9C）     | 宁波、上海/浦东、上海/虹桥、石家庄、扬州                                                                                  |
| 东海航空（DZ）     | 重庆、海口、长沙、郑州、万州、南通（经停泉州）                                                                            |
| 厦门航空（MF）     | 福州、杭州、昆明、泉州、厦门                                                                                              |
| 北部湾航空（GX）   | 海口、邯郸、洛阳、梅州、南宁                                                                                              |
| 福州航空（FU）     | 福州、海口、西安、宜昌 |
| 四川航空（3U）     | 常州、成都/双流、海口 |
| 天津航空（GS）     | 赣州、淮安、天津、西安 |
| 长龙航空（GJ）     | 杭州、南昌、兴义 |
| 祥鹏航空（8L）     | 昆明、济南、台州 |
| 多彩貴州航空（GY） | 貴陽、兴义 |
| 金鵬航空（Y8）     | 上海/浦东、台州 |
| 上海航空（FM）     | 上海/虹桥、温州 |
| 西部航空（PN）     | 重庆、郑州 |
| 华夏航空（G5）     | 柳州、湛江 |
| 吉祥航空（HO）     | 上海/虹桥 |
| 奥凯航空（BK）     | 杭州 |
| 红土航空（A6）     | 合肥 |
| 江西航空（RY）     | 南昌 |
| 长安航空（9H）     | 西安 |
| 成都航空（EU）     | 遵义 |
| 昆明航空（KY）     | 腾冲 |

## 交通

### 道路
- 珠海机场高速公路
- 272省道 (广东省)

| 巴士 \| 编号 \| 编号 \| 线路 \| 线路 \| 线路 \| 收费 \| 运营商 \| 备注 \| \| -------- \| ---- \| ------------ \| ------ \| ---------- \| ---- \| ----------------- \| ---- \| \| \| 207 \| 拱北口岸总站 \| 全程 ⇆ \| 机场西总站 \| 1元 \| 珠海前山 珠海金湾 \| \| \| 华发新城 \| 207 \| 短线 → \| \| 机场西总站 \| 1元 \| 珠海前山 珠海金湾 \| \| \| \| 504 \| 白蕉总站 \| ⇆ \| 机场西总站 \| 1元 \| 珠海金湾 珠海斗门 \| \| - 珠海機場快線：可直达澳门特别行政区、珠海市区、拱北口岸、珠海站等。 |      |              |        |            |      |                   |      |
| 编号 | 编号 | 线路         | 线路   | 线路       | 收费 | 运营商            | 备注 |
| | 207  | 拱北口岸总站 | 全程 ⇆ | 机场西总站 | 1元  | 珠海前山 珠海金湾 |      |
| 华发新城 | 207  | 短线 →       |        | 机场西总站 | 1元  | 珠海前山 珠海金湾 |      |
| | 504  | 白蕉总站     | ⇆      | 机场西总站 | 1元  | 珠海金湾 珠海斗门 |      |

- 計程車

### 联程转运
2023年12月12日，珠海机场开通“经珠港飞”服务，旅客从中国大陆任何一地乘机抵达珠海机场，在机场完成内地边检部门查验后，可直接在珠海公路口岸值机厅航空公司柜位办理登机牌并托运行李，登上海天中轉巴士经港珠澳大桥直达香港机场海天中转大楼，下车后直接前往航班登机口，托运行李直挂至海外目的地。珠海公路口岸也将成为中國內地唯一一个与香港国际机场陆路直达的口岸。

### 鐵路
金湾机场设有配套的城际铁路车站珠海机场站。
- 珠机城际铁路
- 广佛江珠城际（规划中）

## 其他
機場附近設有珠海市氣象局和澳門地球物理氣象局共同使用的天氣雷達。

## 外部連結
- 官方网站
- 珠海金湾机场的新浪微博